# NGC 5444
NGC 5444 est une galaxie elliptique située dans la constellation des Chiens de chasse. Sa vitesse par rapport au fond diffus cosmologique est de 4 143 ± 17 km/s, ce qui correspond à une distance de Hubble de 61,1 ± 4,3 Mpc (∼199 millions d'al). NGC 5444 a été découverte par l'astronome germano-britannique William Herschel en 1785.
À ce jour, cinq mesures non basées sur le décalage vers le rouge (redshift) donnent une distance de 63,940 ± 16,435 Mpc (∼209 millions d'al), ce qui est à l'intérieur des valeurs de la distance de Hubble.

## Groupe de NGC 5440
Selon A.M. Garcia, la galaxie NGC 5444 fait partie du groupe de NGC 5440, même si NGC 5440, la plus grosse galaxie de ce groupe. Ce groupe de galaxies compte au 5 membres. Les autres galaxies du groupe sont NGC 5399, NGC 5440, NGC 5445 et UGC 8984.
D'autre part, Abraham Mahtessian mentionne aussi ce groupe, mais il ne contient que quatre galaxies. La galaxie NGC 5399 n'y figure pas. Quant à la galaxie UGC 8984, Mahtessian emploie la désignation 1401+3559 pour la désigner, une malheureuse abréviation pour CGCG 1401.6+3559 qui rend difficile, sinon impossible, l'identification de plusieurs galaxies de ses listes.